# Norbert Sedlacek
Norbert Sedlacek, né le 27 janvier 1962 à Vienne, est un navigateur, un skipper professionnel et un écrivain autrichien. Il est le premier autrichien à faire un tour du monde à la voile en solitaire et sans assistance.

## Biographie
Norbert Sedlacek est issu d'une famille de fonctionnaires de Vienne. Après l'école, une formation de serveur à l'hotel Hilton de Vienne et l'achèvement de son service militaire de base, il commence une carrière dans la fonction publique en tant que chauffeur de tramway pour la Wiener Linien (de). En complément de son travail, il dirige une école de Taekwondo et il est aussi membre de l'équipe de démonstration autrichienne aux Jeux olympiques d'été de 1988 de Séoul et de l'équipe nationale autrichienne. 
Il connait ses premières expériences de voile avec son bateau Oase I. puis il construit un sloop de 8,4 m baptisé Wolf 766 pour effectuer, entre 1996 et 1998, en un peu moins de 2 ans, un tour du monde en solitaire en solitaire à partir du port italien de Grado couvrant environ 26 000 milles.Il devient le premier marin autrichien à faire le tour du monde.
En 2004, il s'installe à Caen. Il rachète le bateau Zen, un plan Joubert-Nivelt de Bernard Mallaret qu'il renomme Austria One pour participer à la Transat anglaise qu'il termine à la dixième place en classe IMOCA se qualifiant ainsi pour le Vendée Globe. Il trouve un sponsor de dernière minute et renomme Austria One en  Brother. Malheureusement, il doit abandonner au large de Cape Town, à la suite de la casse d'un élément de la quille.
En 2009 Norbert Sedlacek termine 11e et dernier classé sur trente concurrents au départ du Vendée Globe.

Depuis, il se consacre avec sa compagne Marion Koch à la construction de bateaux en utilisant de la matière volcanique et du balsa. Il projette de faire un tour du monde en passant par tous les océans pour démontrer la fiabilité de ces matériaux et sensibiliser au respect de l’environnement ; il effectue une première tentative en 2018, puis une deuxième en 2019 et une troisième en 2022. Ils gèrent aussi un chantier naval spécialisé dans ces méthodes de constructions en Vendée.

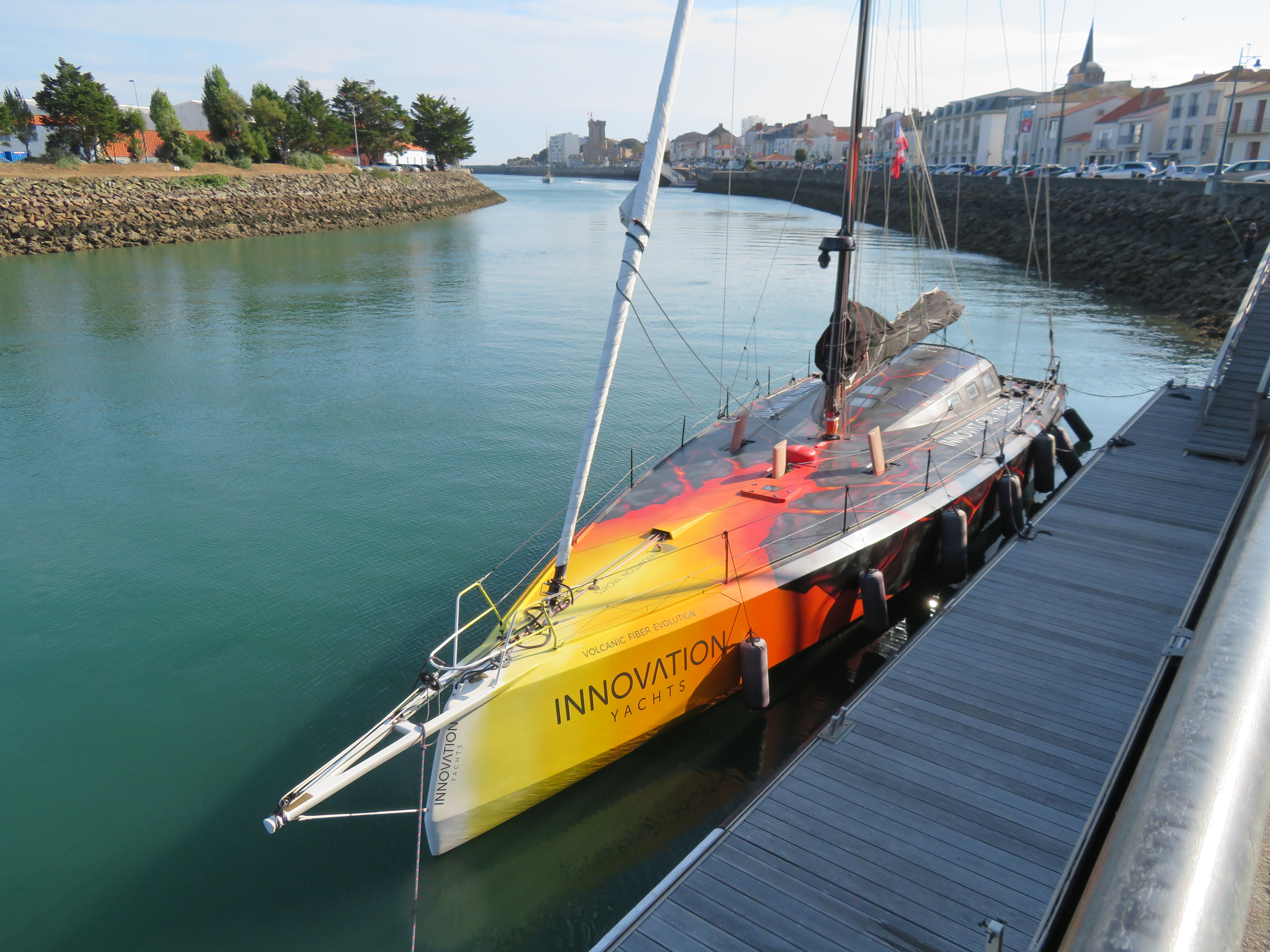
Ant Arctic Labs à quai
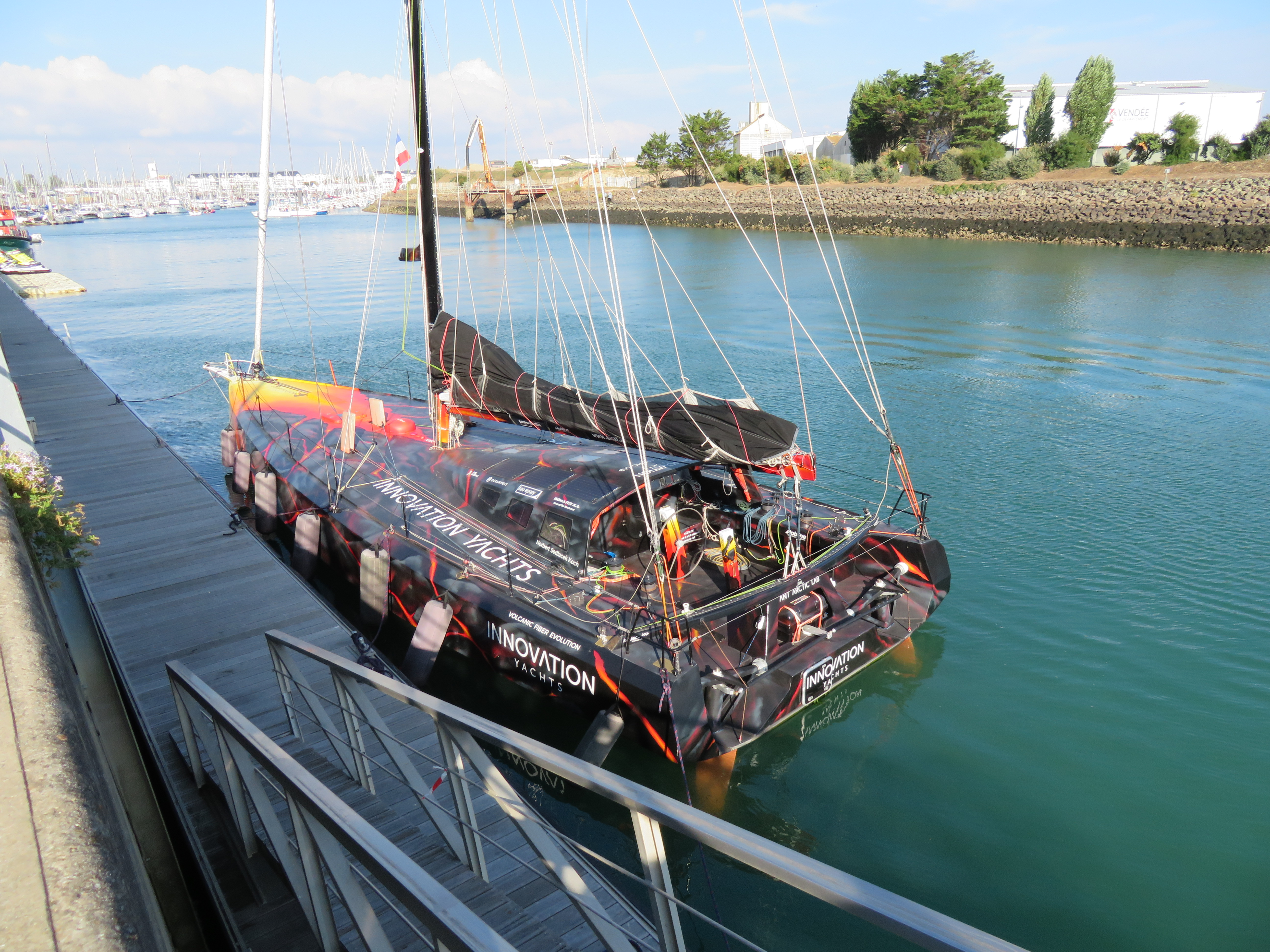
Poupe de Ant Arctic Labs

## Palmarès
- 2004
  - 10e de la Transat anglaise sur Austria One

- 2004-2005
  - Abandon dans le Vendée Globe sur Brother

- 2008-2009
  - 11e du Vendée Globe sur Nauticsport-Kapsch

## Ouvrages
- (de) Norbert Sedlacek, Im Grenzbereich des Möglichen, Ullstein Taschenbuchvlg, 31 mars 2001 (ISBN 978-3548250915).
- (de) Norbert Sedlacek, Gebundene Ausgabe, Bielefeld, Delius Klasing, 1er janvier 2002, 384 p. (ISBN 978-3768813464).
- (de) Norbert Sedlacek, Projekt Vendee Globe 2004/2005, Sedlacek, 1er janvier 2005, 223 p. (ISBN 978-3950196719).
- (de) Norbert Sedlacek, Im Grenzbereich des Möglichen : Als Einhandsegler um die Welt, Ullstein Taschenbuchvlg, 1er août 2009, 481 p. (ISBN 978-3548280783).